# Anthophora stilobia
Anthophora stilobia är en biart som beskrevs av Wu 2000. Anthophora stilobia ingår i släktet pälsbin, och familjen långtungebin. Inga underarter finns listade i Catalogue of Life.